# Нова класическа макроикономика
Новата класическа макроикономика възниква като школа в макроикономиката през 70-те на 20 век. Противопоставяйки се на кейнсианската макроикономика, НКМ изгражда своя анализ изцяло на базата на неокласическа рамка. Конкретно НКМ набляга на важността на строгите основи, върху които макроикономическият модел е построен по аналогия с действията на индивидуалните агенти, чието поведение е моделирано в микроикономиката. Новата Кейнсианска икономика е развита отчасти като отговор на НКМ – тя се опитва да даде микроикономически основи на кейнсианския икономически анализ.
|  | Тази страница частично или изцяло представлява превод на страницата New classical macroeconomics в Уикипедия на английски. Оригиналният текст, както и този превод, са защитени от Лиценза „Криейтив Комънс – Признание – Споделяне на споделеното“, а за съдържание, създадено преди юни 2009 година – от Лиценза за свободна документация на ГНУ. Прегледайте историята на редакциите на оригиналната страница, както и на преводната страница, за да видите списъка на съавторите. ВАЖНО: Този шаблон се отнася единствено до авторските права върху съдържанието на статията. Добавянето му не отменя изискването да се посочват конкретни източници на твърденията, които да бъдат благонадеждни. |